# Коритища
Кори́тища — село в Україні, у Ярунській сільській громаді Звягельського району Житомирської області. Населення становить 320 осіб.

## Географія
Селом протікає річка Молодянка.

## Історія
Село Жолобенської волості Звягельського повіту Волинської губернії. Відстань від повітового міста 25 км. В кінці 19. століття там було дворів 104, мешканців 580. Колись село належало родині Пулавських, а в 1834 році розділено між кількома новими поміщиками.
У 1923—54 роках — адміністративний центр Коритищанської сільської ради Ярунського району.

## Постаті
- Криничко Леонід Іванович (1975—2015) — солдат Збройних сил України, учасник російсько-української війни.